# Luca della Robbia

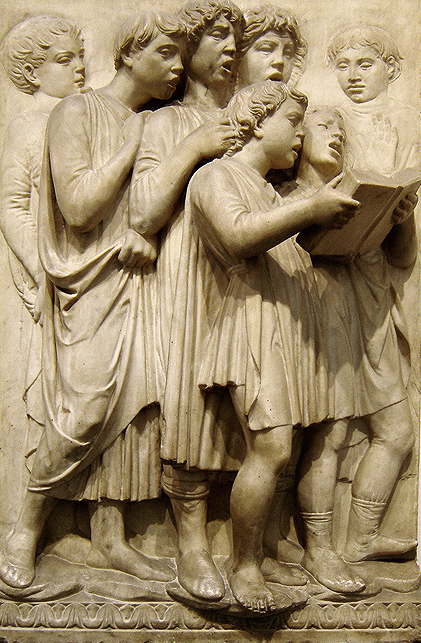
Zpěvácká tribuna, Florencie, detail

Luca di Simone della Robbia (červenec 1400 – 20. února 1482) byl italský renesanční sochař činný ve Florencii v 15. století. Proslavil se především svými pestrobarevně glazovanými majolikami (z bílé, plavené a jemně mleté hlíny), tuto techniku také zdokonalil. Založil celou dynastii pokračovatelů, jeho práce vyjadřují smysl pro vytříbenost a harmonii. Často zobrazoval Madonu a využíval kruhový formát a lunety. Byl také dobrým podnikatelem, který dokázal rychle zbohatnout.

## Život
Podle Vasariho se Luca vyučil u florentského zlatníka Leonarda di Ser Giovanni (1358-1371) a když dospěl do věku 15 let, přestěhoval se do Rimini. P. Guarico také naznačoval, že možná pracoval na Jadranu s florentským mistrem Niccolò di Pietro Lamberti (1370–1451). První zmínka o Lucovi je z roku 1427, kdy se zapsal do soukenického cechu Arte della Lana a zmiňuje se jako spolupracovník Lorenza Ghiberti (1378–1455) na východních dveřích florentského baptisteria. Podle Antonia Billi (italský humanista 16. století) už dříve asistoval na severních dveřích. Jeho práce pro baptisterium se vyznačuje ladným stylem a pečlivým provedením. Ve dvacátých letech 15. stol. se velice zajímal o umění Donatellovo (1386–1466), na němž založil vlastní vývoj. Luca se spojil s Arte dei Maestri di Pietra e Legname (cech sochařů a řezbářů) a od roku 1435 byl zapsán jako sochař.

## Umělecké práce

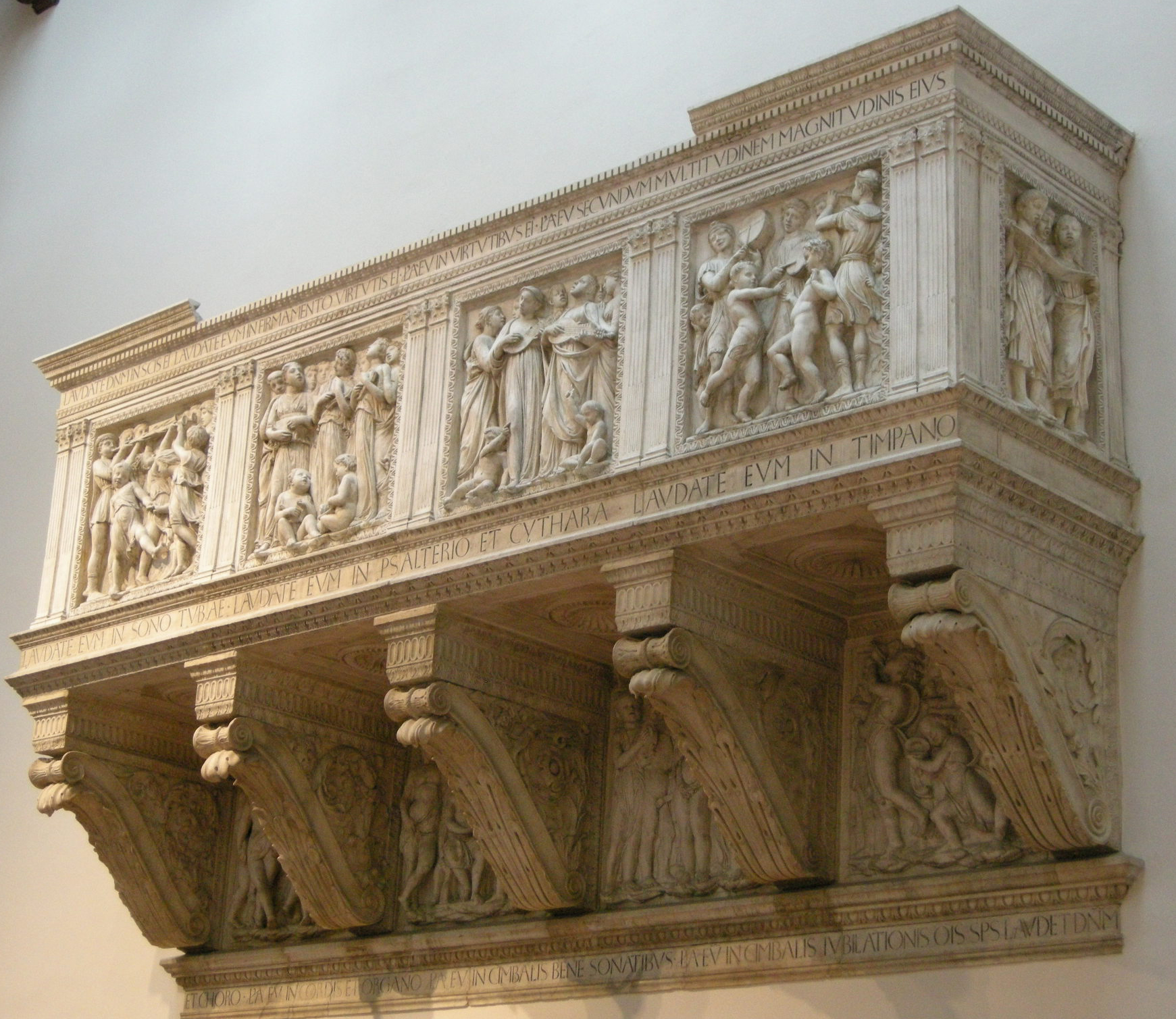
Cantoria - Zpěvácká tribuna, Santa Maria del Fiore

První důležitá zakázka byla mramorová Zpěvácká tribuna (Cantoria, zadána roku 1431, osazena 1438) ve florentském dómu Santa Maria del Fiore. Je to jeho první samostatná práce, která však byla vytvořena pod dohledem Filippa Brunelleschiho. Tribuna byla instalována nad portál severní sakristie pod varhanami dómu. V roce 1688 byla tribuna bezohledně rozebrána a některé architektonické články byly druhotně použity jako stavební materiál. Dnes je možné vidět tribunu v dómském muzeu spolu s Donatellovou tribunou, která tvoří její protějšek. Tribuna je deset panelů, které ve vysokém reliéfu zobrazují skupinu mladých hudebníků a tanečníků a ilustrují tak verše Žalmu 150, napsané na ozdobné liště. Reliéfy byly vytvořeny mezi lety 1432–1437. Kompozice je statická a symetrická, na rozdíl od Donatellových živých tančících putti na protější zpěvácké tribuně. Vasari říká, že Lucovo dílo je vybroušené a uhlazené, takže při pohledu z dálky nepůsobí tak výrazně jako dílo Donatellovo. Cantoria ukazuje Lucu jako zručného sochaře, a jak Alberti napsal v roce 1436, jako jednu z hlavních postav florentské renesance, uměleckého „znovuzrození“. Cantoria se považuje za mistrovské dílo renesančního naturalismu, vyrůstající z hlubokého pochopení antického umění, které Luca studoval v Pise a snad také v Římě.
Úspěch tribuny a vliv Brunelleschiho dal Lucovi sebejistotu a zajistil mu hlavní roli ve výzdobě Florentské katedrály. Mezi lety 1437 a 1439 vytesal 5 mramorových šestiúhelníků "Svobodných umění" (Museo dell'Opera del Duomo ve Florencii) pro kampanilu dómu ve Florencii. Reliéfy doplňují řadu sedmi Svobodných umění Andrei Pisana. Lucovy reliéfy zobrazují Donata, jak vyučuje gramatiku, Platóna a Aristotela jako filozofy (logika a dialektika), Orfea s loutnou, zastupujícího rétoriku (hudba a poezie), Ptolemaia/Tubalkaina (astrologie/hudba), Eukleida a Pythagoru (geometrie a aritmetika).
V roce 1437 dostal Luca od komise zakázku na dva mramorové oltáře s narativními scénami, pravděpodobně pro florentský dóm (původně svěřené Donatellovi). Luca vytvořil jen reliéfy Svatého Petra osvobozeného z vězení a Krucifix svatého Petra (Museo del Bargello, Florencie), v kterých jsou zřejmé odkazy na Masaccia. Jiná důležitá zakázka byl návrh náhrobku pro hraběte Uga, markrabí toskánského (†1001) v kostele Badia Fiorentina. V roce 1440 Luca připravil terakotový model, dnes ztracený. Hrobku zhotovil sochař Mino da Fiescole roku 1481. Pro Brunelleschiho dělal Luca terakotové vlysy pro Starou sakristii (zv. Sagrestia Vecchia) v San Lorenzo ve Florencii a výzdobu pro interiér kaple Pazzi při Santa Croce ve Florencii (1443).
Během čtyřicátých let 15. stol. se Luca spřátelil s Filippem Brunelleschim, který začal používat jeho práce jako ozdobu svých budov. Podle Vespasiana da Bisticci často navštěvoval dům humanisty Niccola Niccoli s Brunelleschim, Donatellem a Ghibertim. Jeho vztah s učenci ve Florencii naznačuje také přátelství se spisovateli Albertim a Antoniem Manettim a fakt, že jeho patronem byl bankéř Niccoló di Vieri de´Medici, blízký přítel Albertiho a Niccoliho.

### Práce s majolikou

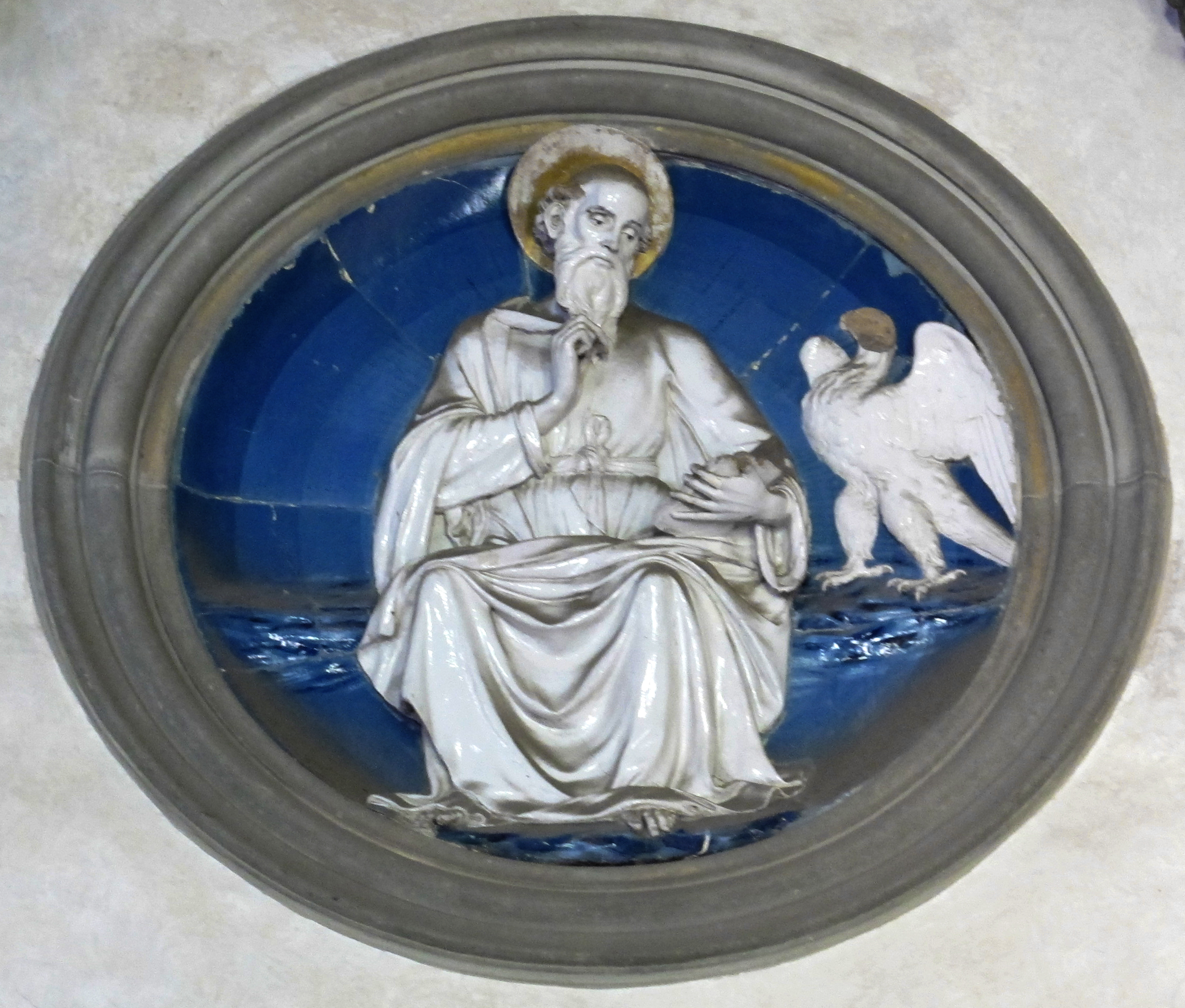
Sv. Jan Evangelista na Patmu, tondo, majolika, kaple Pazzi

Pravděpodobně v raných 20. letech 15. stol. už Luca pracoval na sochách a reliéfech z majoliky. Tuto keramickou techniku s pestrobarevnou glazurou na bílé, plavené a jemně mleté hlíně zavedli Donatello a Ghiberti, ale Luca zdokonalil její výpal, rozšířil barevnost glazur na kontrastní škálu čtyř až pěti barev se zlacenými detaily a uplatnil techniku v sochařství a zdokonalil skládání prefabrikovaných dílců do výsledné plastiky s rámem. Luca užíval sklovitou polevu z oxidů manganu, kobaltu, antimonu a mědi. Finální plastika pak byla vypálená ve zvláštní peci za teploty 900 - 1100 °C. První doloženou práci vytvořil v letech 1441–1443 pro mramorový tabernákl ve florentském Sant Egidiu (dnes Santa Maria a Peretola). V této technice pálenou hlínu pokrývá skleněná glazura, nejčastěji v modré a bílé barvě. Intenzivní barvy a svítivost skla zlepšily výrazový efekt plastiky a zároveň sloužily jako ochranný povrch. Lucova první monumentální práce v této technice byla zakázkou pro florentský dóm, dvě velké lunety nad dveřmi do sakristie (Zmrtvýchvstání, 1442–1444 a nad protějšími dveřmi druhé sakristie je Nanebevstoupení Páně, 1446–1451) a Dva andělé držící svícen (1448–1451). Mezi další práce z této doby patří Navštívení (1448, Pistoia, San Giovanni Fuorcivitas); a četné reliéfy Madony (Florencie, Bargello; Paříž, Musée Jacquemart-André aj.).
V polovině 15. stol. Luca pracoval téměř výhradně v majolice s cíničitou glazurou a spolupracoval se svým synovcem jménem Andrea di Marco della Robbia. Jejich díla se rychle šířila po celé Evropě, také proto, že nebyla drahá a dala se převážet rozložená. V roce 1446 Luca zbohatl natolik, že si mohl koupit obrovský dům se zahradou na Via Guelfa ve Florencii, kde byla až do dvacátých let 16. století jeho dílna. Jedna z nejdůležitějších prací s cíničitou glazurou byla výzdoba kaple Pazzi ve florentském kostele Santa Croce (Brunelleschi, 1470), totiž 13 kruhových medailonů s Apoštoly. Některé lze přičíst synovci Andrea della Robbia, a čtyři reliéfy s evangelisty jsou jiného stylu, a tedy z jiné ruky. Reliéfy mají bílé figury na modrém pozadí. Nade dveřmi do kaple je medailon sv. Ondřeje, pak následují medailony s dvanácti apoštoly na stěně interiéru kaple. Pozoruhodná je také klenba kupole z pestrobarevných kruhových kazet.
V roce 1445 Luca navázal styky s Michelozzem a Masem di Bartolomeo kvůli zakázce bronzových dveří severní sakristie florentské katedrály, předtím zadané Donatellovi. Dveře byly dokončeny roku 1475 a mají 10 reliéfních panelů, zhotovených podle návrhu Lucy z roku 1464 – 1465. Do každého rohu jejich rámu umístil mužskou hlavu, pokaždé jinou. Na rámu jsou sedící světci (Madona, Jan Evangelista, Matouš, Lukáš, Marek, Ambrož, Jeroným, Řehoř, Augustín a Jan Křtitel), obklopeni stojícími anděly. Ve spolupráci s Michelozzem a Masem, která pokračovala minimálně do roku 1451, vytvořil glazovanou majolikovou lunetu Madony se sv. Dominikem, Tomášem Akvinským, Albertem Velikým a Petrem Mučedníkem (1450-1451, Urbino, Palazzo Ducale). Luca se podílel i na výzdobě kaple Crocifisso v kostele San Miniato al Monte, nedaleko Florencie (1448), dodal glazované sochy včetně lunety Madony s anděly (Berlin, Bohdemuseum) pro kapli v Castello del Trebbio, Florencie. Tato neobvyklá technika byla také použita pro polychromní majolikové orámování hrobky biskupa Benozza Federighiho (1454-1456; Florencie, chrám Santa Trínita), což byla také Lucova poslední mramorová práce.
V roce 1461 Luca ve spolupráci s Andreem vytvořil strop kaple kardinála Jakuba Portugalského (Firenze, San Miniato al Monte) s medailóny ukazujícími kardinálovy ctnosti (Pevnost, Střídmost, Obezřetnost, Spravedlnost). Cosimo Il Vecchio zadal Lucovi výzdobu kanceláře v paláci Medicejských, kde zhotovil valenou klenbu a dlažbu. Práce se nezachovaly, byla to opět barevná majolika. V posledních deseti let života se Luca vyjadřoval abstraktnějším a více symbolickým jazykem, vycházejícím z gotických prvků, jak je vidět například u Narození Páně (London, Victoria and Albert museum), dvou lunet (Firenze, Palazo Parte Guelfa a Bargello) a rondelu Madony s dvěma anděly (Firenze, Bargello). Své práce posílal Luca della Robbia i do Španělska a Francie.
Luca della Robbia zemřel ve věku dvaaosmdesáti let. Andrea della Robbia, syn Lucova bratra Marca, po smrti strýce převzal vedení v rodinné dílně, kde pracovali i jeho synové. Luca byl pochován v rodinné hrobce v kostele San Pier Maggiore. Kostel byl však stržen ve druhé polovině 18. století a hrob se tedy nezachoval. Život sochaře Lucy della Robbia zpracoval už Giorgio Vasari ve svém díle Le vite de´ piú eccelenti pittori scultori e architettori z roku 1550. Vasari čerpal z práce Antonia Billiho, zejména informace o jeho pracích pro Florentský dóm. Ve druhém vydání z roku 1568 Vasari životopis Lucy přepracoval a rozšířil skoro na trojnásobek.

### Rodina
Jméno Robbia pochází ze slovního spojení rubia tinctorum (lat. červené zbarvení, rostlina používaná jako textilní barvivo). Luca della Robbia byl synem Simona di Marco della Robbia, který byl členem soukenického cechu.
- Andrea della Robbia (1435-1525), synovec, zdědil rodinný podnik
  - Giovanni della Robbia (1469–1529), spolu s bratrem Lucem ml. zdědil dílnu a pokračoval v rodinné tradici
  - Marco della Robbia (1468–1534), se stal dominikánským mnichem v klášteře San Marco ve Florencii, kde také tvořil
  - Luca della Robbia il Giovane (1475-1548), s bratrem Giovannim zdědil dílnu a musel rodinnou produkci přizopůsobit vkusu 16. stol.
  - Francesco della Robbia (1477–1527), se v roce 1495 stal dominikánským mnichem v klášteře San Marco ve Florencii, ale udržoval spojení s rodinnou dílnou
  - Girolamo della Robbia (1488–1566), pokračoval v rodinné tradici, trávil velkou část svého života ve Francii, pracoval pro královský dvůr a často spolupracoval s Lucem ml., který se k němu připojil v roce 1529

## Dílo

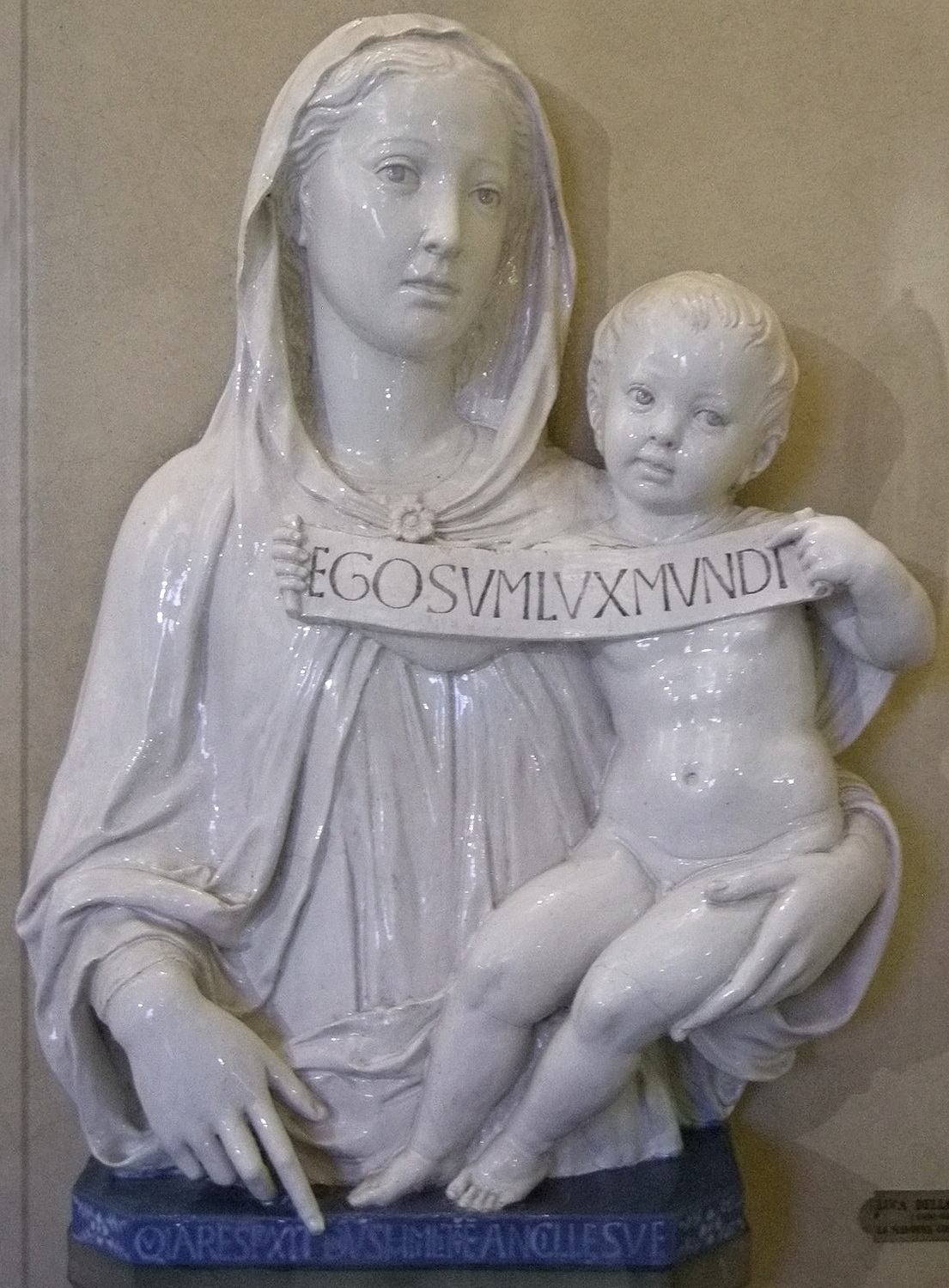
Luca della Robbia, Madona s dítětem, 1446-1449

- Madona se dvěma anděly (1429, Oxford, Ashmolean)
- Zpěvácká tribuna zv. též Cantoria, mramor (1431 – 1438, Firenze, Mus. Opera Duomo)
- Dva andělé nesoucí svícen, bronz, (1438, Paris, Musée Jacquemart-André)
- 5 šestiúhelníků Svobodných umění, mramor (1437 – 1439, Firenze, Mus. Opera Duomo)
- Reliéf Svatého Petra osvobozeného z vězení a Krucifix svatého Petra, mramor (1437, Firenze, Bargello)
- Tabernákl sv. Trojice, mramor, bronz a glazovaná majolika (1441 – 1443 dnes Firenze, S Maria a Peretola)
- Bronzové dveře severní sakristie florentské katedrály, (1445)
- Zmrtvýchvstání (1442 – 1444) a Nanebevstoupení (1446 – 1451), glazovaná majolika, lunety nad dveřmi do sakristie, Florentský dóm
- Výzdoba kaple Pazzi v Santa Croce, 13 medailonů s apoštoly a se sv. Ondřejem, kupole, glazovaná majolika (1443, Florencie)
- Navštívení (1445, Pistoia, San Giovanni Fuorcivitas)

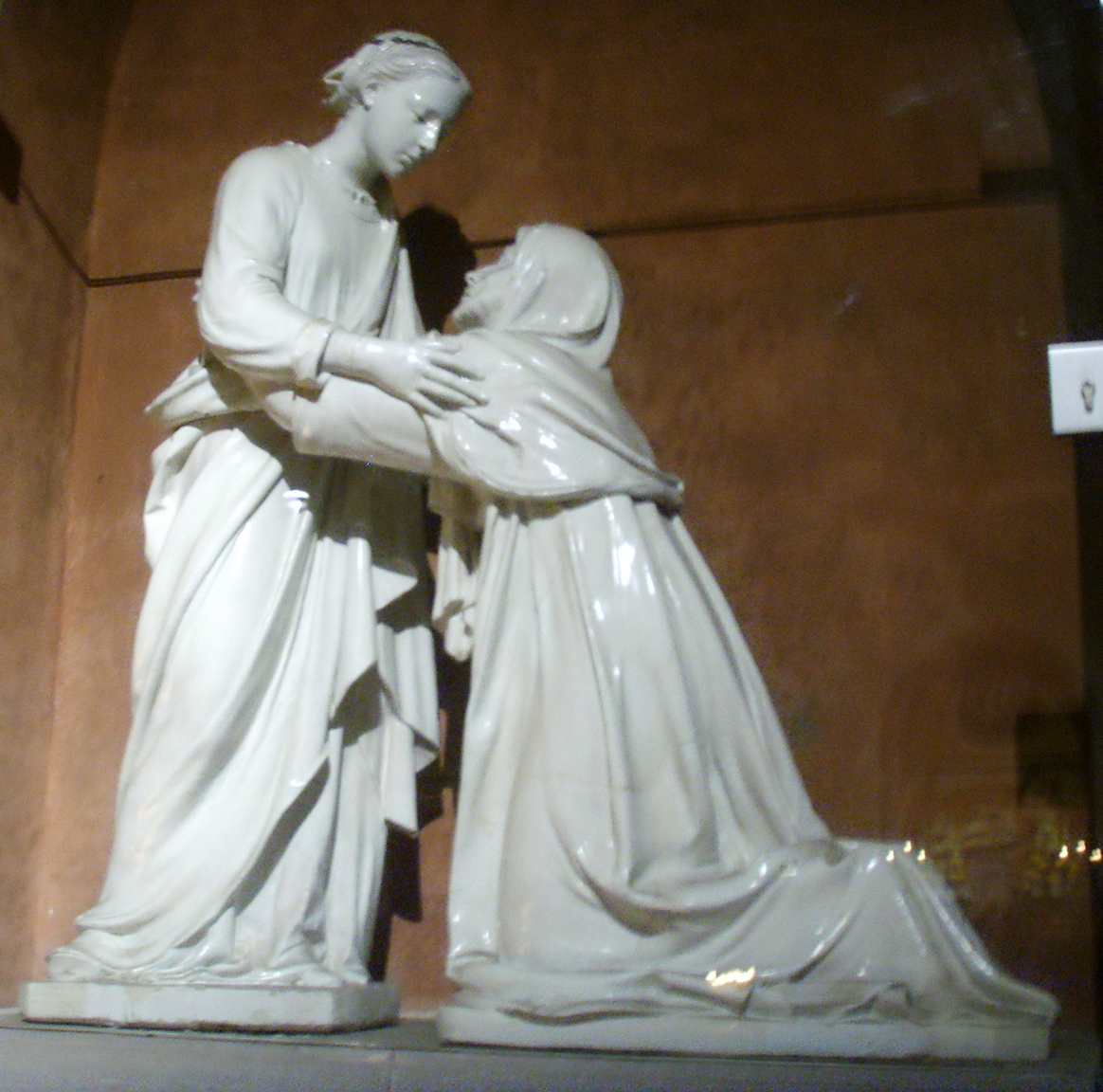
Pistoia, Navštívení

- Madona s dítětem, 1446-1449, Lo Spedale degli Innocenti ("Ospedale dei bambini abbandonati"), Florencie
- Dva andělé držící svícen, glazovaná majolika, (1448 – 1451, Firenze, Duomo)
- Luneta Madony se sv. Dominikem, Tomášem Akvinským, Albertem Velikým a Petrem Mučedníkem (1450 - 1451, Urbino, Pal.Ducale).
- Tabernákl Madony, výzdoba glazovanou majolikou, vlysy a kazetování, Sv. Pavel a Lukáš, reliéf Madony, architektura Michelozzo (1453 – 1456, Firenze, Chiesa di Santa Maria dell' Impruneta)
- Hrobka biskupa Benozza Federighi, mramor, glazovaná majolika (1454 - 1456; Firenze, Santa Trínita)
- Tabernákl s Krucifixem, glazovaná majolika (kolem pol. 15. stol., Firenze, Chiesa di Santa Maria dell' Impruneta)
- Strop kaple kardinála Jakuba Portugalského s medailóny, glazovaná majolika (1461, Firenze, San Miniato al Monte)
- Hrobka biskupa Guillaume II. Filastre (1463 - 1469)
- Oltář Madony se sv. Kosmasem a Damianem pro Badia Fiesole (1466, Firenze, Misericordia).
- Rám zrcadla, glazovaná majolika (Wien, sbírka Alberta Figdora)
- Luneta z Via dell´Agnolo, glazovaná majolika (Firenze, Museo Nazionale)
- Oltář Madony se sv. Jakubem Velikým a Blažejem, glazovaná majolika, (Pescia, kaple arcibiskupského paláce)
- Madona v nice, glazovaná terakota (New York, Sbírka G. T. Blisse)
- Madona z Friedrichových sbírek, glazovaná majolika (Berlin, Kaiser-Friedrich-Museum)
- Madona ze S. Maria Nuova, glazovaná majolika (Firenze, Mus. Nazionale)
- Luneta Mugello, glazovaná majolika (Berlin, Kaiser-Friedrich-Museum)
- Madona s jablkem, glazovaná majolika (Berlin, Kaiser-Friedrich-Museum)
- Madona degli Innocenti, glazovaná majolika (Firenze, Ospedale degli Innocenti)
- Erb lékařů a lékárníků, glazovaná majolika (Firenze, Or San Michele)
- Portrét dívky, bysta, glazovaná majolika (Firenze, Mus. Nazionale)
- Portrét chlapce, bysta, glazovaná majolika (Berlin, Kaiser-Friedrich-Museum)
- Madona se šesticí andělů (e.g. Detroit, MI, Inst. A.; New York, Metropolitan Museum; Paris, Louvre)
- Tondo dei Cappuccini, glazovaná majolika (Firenze, Mus. Nazionale)
- Madona André, glazovaná majolika (Paris, Musée Jacquemart-André)
- Madona Demidoff (San Donato), glazovaná majolika (Toledo, U.S.A. Art Museum)
- Luneta ze San Pietra s Madonou a dvěma anděly (Firenze, Palazzo di Parte Guelfa)